# Nuno Gonçalves (músico)

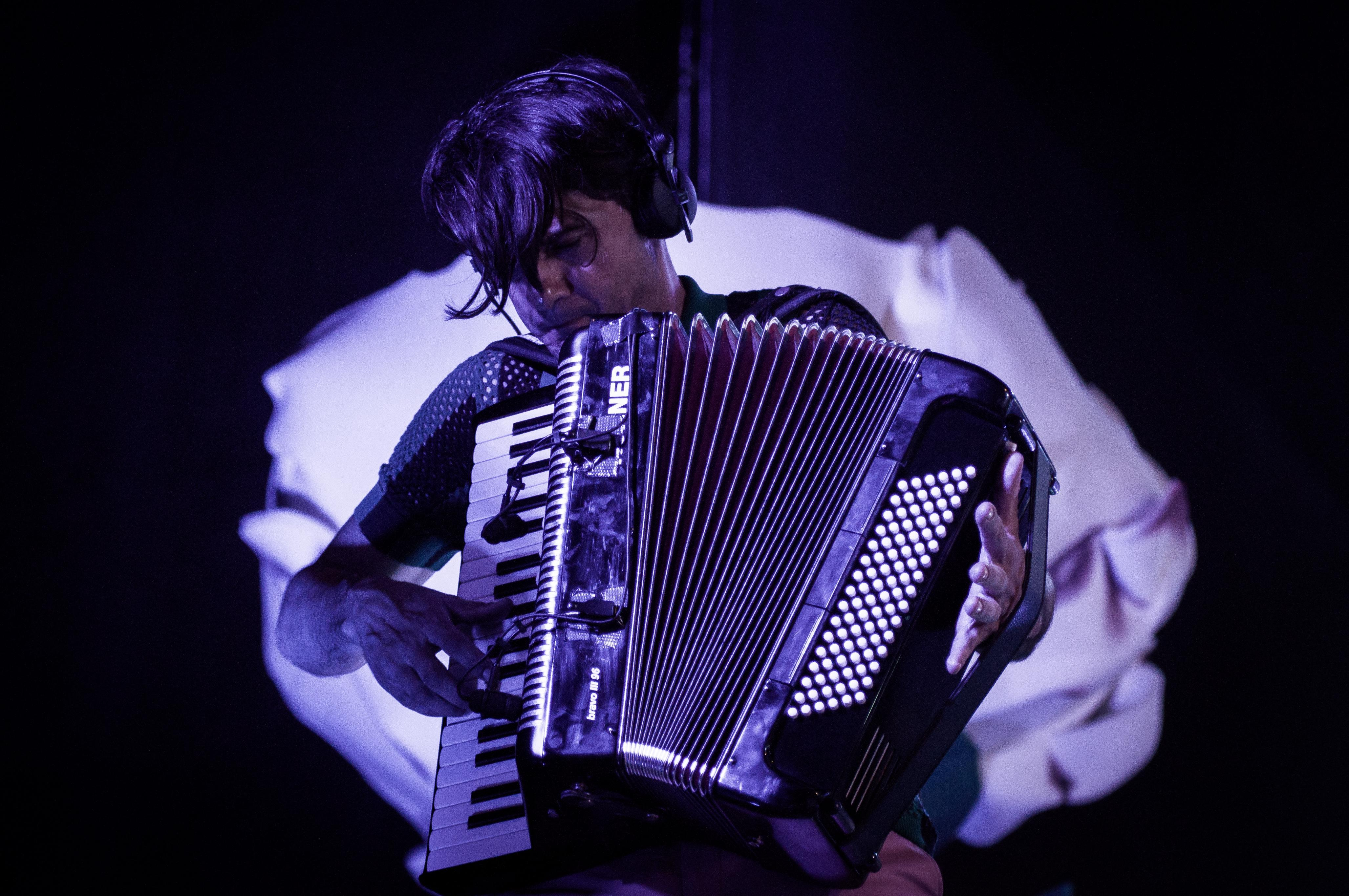

Nuno Miguel Cândido Gonçalves (Alcobaça, 1977) mais conhecido por Nuno Gonçalves é um músico e pianista português, fundador da banda de Alcobaça, The Gift.

## Biografia
Nuno Gonçalves nasceu na cidade de Alcobaça, em 1977. 
Fez a remistura do tema A Casa de Rodrigo Leão lançado em formato single e na reedição do disco.
Participa com Sónia Tavares (voz dos The Gift) em várias apresentações ao vivo do álbum de Rodrigo Leão, Alma Mater de 2000, onde interpretam o tema A Casa, originalmente interpretado por Adriana Calcanhoto.
Produziu trabalhos de Loto e Jel, entre outros. Fez a banda sonora da peça de Teatro "Scum Show" da Inestética. É um dos fundadores da discoteca Clinic de Alcobaça.
Em 2009 lidera o projecto Hoje, um projecto pop português criado para o lançamento de um disco - o álbum Amália Hoje - com a reinterpretação de fados de Amália Rodrigues à luz da sonoridade pop. Nuno Gonçalves assina a escolha do alinhamento, os arranjos e a direcção musical do grupo. 

## Discografia

### The Gift
- 1997 - Digital Atmosphere (demo, sem versão comercial)
- 1998 - Vinyl
- 2001 - Film
- 2004 - AM-FM
- 2006 - Fácil de Entender
- 2011 - Explode
- 2012 - Primavera
- 2015 - 20
- 2017 - Altar
- 2019 - Verão
- 2022 - Coral

### Outros projetos
- 2009 - Hoje - Amália Hoje